# 明知遠山氏
明知遠山氏（あけちとおやまし）は、藤原利仁を祖とする加藤氏一門の美濃遠山氏の分家。

## 歴史
鎌倉時代の初期に遠山景朝の次子の遠山景重（三郎兵衛）が遠山荘の淡氣郷（手向郷）を相続し明知城を拠点としたのが始まりで明治2年（1869年）の版籍奉還まで、ほぼ同じ地域を支配した数少ない武家である。
戦国時代末期に、遠山利景は武田勝頼の家臣山県昌景の侵攻により失領。その後一旦領地を取り戻したものの本能寺の変後に、羽柴秀吉の麾下の森長可からの圧迫により明知城を出て三河へ移り徳川家康の麾下に入った。
その後東軍に参加し関ヶ原の戦いにおける前哨戦の、木曽・東濃の戦いにおいて西軍の諸将を撃破して明知城を奪還した。
その功績により江戸時代になって旧領を回復し、幕府の6531石の交代寄合（参勤交代を行う旗本）となり、明知城を廃して明知陣屋を本拠地としたが、5代の遠山伊清の時に江戸常駐の旗本寄合席となり、明知陣屋を明治2年（1869年）の版籍奉還まで代官の村上氏に任せた。
菩提寺は岐阜県恵那市明智町にある龍護寺で、江戸時代以降の明知遠山氏累代の墓が現存する。
- 宝治元年（1247年）、遠山景朝の子で、明知遠山氏の始祖・遠山景重が明知城を築き代々守護した。[2][注釈 1]その後、景長－朝廉－景忠－景房－頼景－景基－景次－景勝－景保－景成（兄）→直景（弟）ー景行と続いたという（諸説あり）。
- 弘長元年（1261年）遠山景長が、鎌倉の鶴岡八幡宮の放生会に供奉（吾妻鏡）。
- 弘長3年（1263年）遠山景長と岩村遠山氏の遠山景員が将軍宗尊親王の上洛に従った（吾妻鏡）。
- 文永9年（1272年）鎌倉幕府は遠山景長の手向郷の地頭職を取り上げて長井時秀に与えた。
- 元弘元年（1331年）7月、遠山景房（弥次郎）が恵那郡内の所々（手向郷の内、明知・上下村・荒木村・窪原・佐々良木・安主など）の地頭職を安堵された（慶元古文書）。
- 元弘3年（1333年）遠山朝廉が手向郷を宛行う綸旨を下賜された。
- 建武3年（1336年）遠山朝廉が足利尊氏に従う。
- 延元元年/建武3年5月25日（1336年7月4日）に、摂津国の湊川の戦いに参加した明知城主の遠山景房が、足利氏より勲功を賞して郡上郡の市島郷の三分の二の地頭職を賜った。
- 暦応2年（1339年）3月、遠山朝廉が手向郷の半分を領する。12月には残り半分も宛行われた。
- 貞和3年（1347年）遠山朝廉と長井貞泰が手向郷の領有について争論となったが、朝廉方の遠山景房が勝訴。
- 正平7年（1352年）3月遠山景房が武功により安房国に領地を与えられた。(券書藪)
- 明徳元年（1390年）遠山景房の子の遠山頼景が足利義満からの下文により地頭職となる。(券書藪)
- 明徳3年（1392年）、北朝が南朝の持つ三種の神器を接収し、後亀山天皇が譲位して南北朝合一（明徳の和約）が成し遂げられた。この頃、遠山の氏族には遠山頼景の名がある（遠山家譜）。
- 応永17年（1410年）遠山景基が手向郷にて知行（岐阜県史資料編）。
- 応永28年（1422年）『花営三代記』の記事に遠山明知小太郎景時・遠山小太郎景氏の名が記されている。
- 永享10年（1438年）遠山景次が手向郷にて知行（岐阜県史資料編）。
- 文安元年（1444年）の『文安年中御番帳』に遠山明知大蔵少輔がみえる[3]。
- 康生元年（1455年）遠山景勝が手向郷にて知行（岐阜県史資料編）。
- 寛正年間(1460～1466年)、三河国加茂郡市場城主の小原鱸（鈴木）氏の鱸藤五郎親信が、足助荘野原郷を、領地を隣接する明知遠山氏へ娘を嫁がせる際に化粧料として美濃国恵那郡に割譲した。

遠山氏の宗家は岩村城主の岩村遠山氏であるが、途中で断絶したため明知遠山氏の遠山頼景が、遠山荘の地頭となっていた。遠山頼景が岩村遠山氏を継いで岩村城主となった。
- 永正5年（1508年）遠山頼景が岩村城内八幡宮に奉納したの棟札に、『奉造立八幡宮　大壇那藤原頼景　願主敬白　永正五戊辰年十一月廿八日御代官』とある。
- 永正5年（1508年）旧暦8月、今川氏親名代の伊勢宗瑞（北条早雲）率いる今川軍が大樹寺を本陣として三河岩津城を攻めた。その際に、遠山景前が松平長親に加勢したという記録がある（三河風土記）。しかし当時は、景前は未だ生まれておらず遠山頼景のことであろうと推測される。
- 永正6年（1509年）、遠山景行が明知遠山氏の遠山景成の子として生まれた。
- 永正8年（1511年）遠山景保が手向郷にて知行（古今書札判物の写）。
- 大永年間（1521年～1528年）伝えによれば遠山景保の子の遠山直景は明知城を遠山景行に渡して退去し、士卒180名を率いて関東へ赴き北条早雲の配下に入った。遠山直景は当初は室町幕府に出仕し、美濃および美濃土岐氏に関わり深い足利義材（後の義稙）の家臣で（奉公衆であったとも伝えられる）。その頃、同じく幕府に申次衆として出仕していた伊勢新九郎（後の北条早雲）と親密になったと考えられており、遠山氏と同じく関東に下向して重用された、松田氏や伊勢氏ら創業時からの後北条氏家臣らは、この時期の関係者・仲間と思われる。
- 大永5年（1525年）、遠山景行が、久昌山安住寺を創建。
- 天文12年（1543年）に遠山景行（惣四郎）が当主となり、その前後に三河加茂郡広瀬の三宅高貞の娘を妻とした。
- 天文21年（1552年）土岐郡の高山城主の高山光俊（伊賀守）が没したが子が無かったため後継する城主が居ない状態となり、早速、可児郡御嵩城主の小栗重則(信濃守)が高山城を攻めて占領しようとした。そのことを知った肥田民部から岩村城主の遠山景前に連絡があったので、景前は甲斐の武田信玄に早馬を送り相談した。信玄は平井頼母と後藤庄助を大将として、遠山景行・遠山三郎兵衛・遠山左衛門佐・小里光忠（出羽守）・その子の小里光明（内作）・小里助左衛門・小里右衛門太郎らを高山城へ向かわせた。小栗重則（信濃守）も千人余で大富山に陣を取り川端に押し寄せた。遠山・小里・平井・後藤らは浅野村に陣を取り川を隔てて矢を射かけた。小栗は川を渡って戦い高山城に迫ったが遠山景行と小里親子の30余騎が馬上から鑓を執って真直ぐに進むと小栗勢が敗北したので川を越えて追った。大富山の下で小里出羽守が小栗の長臣を討取ると小栗は引き返したので、肥田村の天福寺の高根で70余りの首実検を行った。その後、逆に御嵩城は囲まれ落城し小栗重則は自害したという。その結果、御嵩城までが武田氏の勢力下に入った。後藤庄助は討死した。
- 天文23年（1554年）8月　信濃伊那郡の下条信氏が父の時氏と共に武田方に臣従した。武田信玄は遠山氏の領地であった恵那郡上村を下条信氏に与えた。
- 天文24年（1555年）、三河の足助周辺の小領主であった原田・簗瀬・横山・深見・安藤らは阿摺衆という地域連合を結成して今川義元に従い、小渡を経て明知城を攻めた。この時に岩村遠山氏の遠山景前が武田信玄に助けを求めたのを機に、遠山氏は武田氏の傘下に入ったという説がある。
- 弘治元年（1555年）9月には、順調かに見えた今川義元の三河経略も景前と景行の支援を受けた足助鈴木氏が蜂起、これに三河加茂郡広瀬の三宅高貞が同調した他、大給松平氏の松平親乗も今川氏に叛旗を翻した。これに対して今川義元は同月中に遠江衆を動員して親乗討伐に向かわせるが退けられ失敗した。
- 天文24年（1555年）～弘治2年（1556年）頃に、三河の足助周辺の小領主であった原田・簗瀬・横山・深見・安藤らは阿摺衆という地域連合として今川義元に従い、小渡を経て明知城を攻めたため、岩村城主の遠山景前が信玄に助けを求めたのを機に、遠山氏は武田氏の傘下に入ったという説がある。
- 元亀元年（1570年）12月、遠山景行は武田信玄の重臣の秋山虎繁が、遠山氏の領地に侵入した際に勃発した上村合戦で徳川方として戦い破れて自刃[4]。嫡男の遠山景玄も戦死した[4]。明知遠山氏の一族郎党の門野磯之助氏幸・門野高四郎繁氏・門野覚八氏益・多羅子宮内義正・小泉義左衛門・田代弾正らは討死した。景行の嫡孫の遠山一行（与助）が居たが、幼少のために景行の次男で叔父の遠山友治が城主代行となった。
- 元亀3年（1572年）12月、 武田氏の西上作戦が開始されると岩村城は降伏。明知遠山氏の家臣でありながら岩村遠山氏とともに武田方となっていた澤中左忠太光利・小杉勘兵衛らが討死し大将格21人に籠城兵3千人の内1千百人を失ったため武田方は戦意を喪失した。窮地に陥った秋山虎繁は、塚本小大膳を使者に立て、信長に降伏を申し出、織田方に受け入れられた。 しかし、自分の叔母のおつやの方を自らの妻にして岩村城を乗っ取った秋山虎繁と、虎繁と結婚して武田方に寝返った叔母のおつやの方を憎悪していた信長は、11月21日に城将の秋山虎繁・大島杢之助・座光寺為清が赦免の参礼に来たところを捕らえて岐阜に連行し、おつやの方も岐阜城近くの長良川の河原で逆さ磔の極刑に処した。武田方に組して岩村城に籠城していた明知遠山氏の一族郎党の馬木十内・馬坂求馬・須淵傳左衛門・大船五六太は、岩村城が落城の際に自刃した。このときに明知遠山氏の一族が相模に行き北条氏に仕え武蔵遠山氏となったという説がある。ただし武蔵遠山氏の初代は景行のおじ遠山直景で、彼が東国へ移動した理由は不詳である。
- 天正2年（1574年）、武田勝頼の家臣山県昌景の侵攻で明知城は陥落し（明知城の戦い）、景行の次男で城主代行の遠山友治も討死にした[5][6]。友治も討死にして累代が絶えたことから、家臣一同が相談して遠山利景（勘右衛門）が、飯高山満昌寺の住持から還俗して跡を継いだ[4]。その後三河足助城主の鈴木重直の娘を妻とした。
- 天正3年（1575年）の長篠の戦いで武田氏が衰退し織田方の攻勢で利景は小里城を落とし、明知城も明知遠山氏の下に戻った[4]（東濃の戦い）。
- 天正10年（1582年）本能寺の変後、羽柴秀吉についた森長可が苗木城主遠山友忠を追い東美濃を制圧、これをみて利景は妻の実家である足助鈴木氏（鱸氏）を頼り、兄の景行の遺児の遠山一行とともに三河足助城へ逃れた。小牧・長久手の戦いのなかで一時的に遠山利景は明知城を奪回したが、和睦により森氏に返還されてしまった。その後、遠山利景と遠山一行は家康に従った[4]。
- 天正11年（1583年）、遠山利景は密かに明知城を出て、三河足助城に移ると家康の麾下に入った。これを知った森長可は激怒して、美濃と三河の境である野原村下切の矢作川の河原で、人質としていた一行の娘の阿子と、老女2名を磔刑にして、屍を三河側から見えるように晒した。明知城は長可の手に落ちた。
- 天正12年（1584年）、小牧・長久手の戦いが始まると、明知城は森長可の家臣の石黒藤蔵・関左門の2人が守っていたが、4月17日、利景は策を講じてこれを襲い、城を奪還すると共に首級15を挙げた。そのうち3つを小牧の家康本陣に送り、西尾吉次と本多正信が首実検をし、論功行賞で明知の所領安堵が認められた。さらに加勢を受けて手薄な長可領を攻撃したが、長可の家臣各務元正の守る岩村城への攻撃は失敗し、逆に遠山半左衛門などが討ち取られたため、それ以上の侵攻は頓挫した。なお、遠山一行は真田昌幸を押し込めるための小諸城の守りに派遣された大久保忠世に後見された依田康国に従った。
- 天正13年（1585年）豊臣秀吉が明知遠山氏の知行地の3千余石を、森忠政の重臣の林為忠に与えた。
- 天正13年（1585年）、遠山一行が依田康国の下で小諸城を守る[7]。
- 天正13年（1585年）12月、徳川家康が下条康長（牛千代）に対し、天文23年に下条氏が武田信玄から与えられて領地としていた恵那郡上村を遠山勘左衛門（正しくは勘右衛門＝利景）に引き渡すように書状を送り命じた。
- 天正16年（1586年）冬、利景の養嗣子となっていた遠山一行は、家康の使いとして信州から駿府へ向かう途中、甲信国境の平沢峠で大雪のため凍死した[7]。
- 天正18年（1590年）北条氏直の小田原征伐に、遠山利景は徳川軍の一員として嫡男の遠山方景と串原遠山氏の経景とともに従軍した。後北条氏が滅亡し家康が関東に転封されると上総国で知行地を賜った。また、江戸に2,700坪の屋敷を賜った。
- 慶長元年（1596年）遠山利景は明知遠山氏の菩提寺として龍護寺を開山した。
- 慶長5年（1600年）の関ヶ原の合戦で、遠山利景は東軍に参加し、森氏に代わって明知城を領した岩村城主田丸直昌が西軍についたため、田丸方が籠る明知城を落城させ旧領回復を成し遂げた（東濃の戦い）。

## 旗本・明知遠山氏
- 初代の遠山利景（勘右衛門）は江戸幕府成立後の慶長8年（1603年）、6531石の交代寄合（参勤交代する旗本）となり、串原遠山氏の遠山経景が家老となった。
- 2代の遠山方景は大坂の陣に従い、元和元年（1615年）の夏の陣では河内枚方で活躍し、平野の戦いでは敵の首級を得た。11月には江戸に邸宅を与えられた。幕府より旗本が城を持つことは不可とされたため、方景は明知城を取り壊し、城下大手門近く（北西側麓）に明知陣屋を構えた。また、吉良見村に雲祥寺を開創し、寛永15年(1638年)6月4日に明知において64歳で没した。遠山方景の孫による500石の分家からは、江戸後期に著名な遠山景元（金四郎）が出ているが、その父の遠山景晋は永井氏の出身の養子であり、血縁はない。
- 3代の遠山長景は幕府の命を受けて甲府城を守った。正保2年（1646年）6月に62歳で没した。
- 4代の遠山伊次は幕府の命を受けて甲府城を守り、また常陸国の下館城を守った。寛文元年（1661年）には定火消となり布衣を着ることを許された。寛文12年（1672年）5月に定火消を辞して交代寄合に列し、延宝6年（1679年）6月に53歳で没した。
- 5代の遠山伊清も定火消となったが、家臣による狼藉の罪により罰せられたが後に許されて交代寄合に復帰したものの、江戸常駐の旗本寄合席となり、明知陣屋を代官の村上氏に任せて明治2年（1869年）の版籍奉還まで継続した。
- 6代の遠山景昵は、伊予松山藩松平定直の次席家老の遠山景貴の子で養子。江戸幕府の御使番を務め布衣を着ることを許された。寛保2年（1742年）6月に没した。
- 7代の遠山景逵は天明4年（1784年）4月に没した。
- 8代の遠山伊氐は天明7年（1787年）遠山景祥に致仕した。
- 9代の遠山景祥は駿府加番や西番所浜大手門番を歴任し、文化8年（1811年）3月に隠居、文化10年（1813年）11月に没した。
- 10代の遠山景珍は父の隠居の後を受け駿府加番等を務め、文政10年（1827年）8月に没した。
- 11代の遠山景高は駿府加番や中奥小姓番頭を歴任し、天保14年（1843年）2月に浦賀奉行に就任し、弘化元年（1845年）には大番頭に転じ安芸守となった。慶応2年（1867年）12月に没した。景高の五男の信任は高家武田家に養子に入った。
- 12代の遠山景福(益之助)は、明治2年（1869年）12月2日の布告により知行所を政府に奉還した。

### 旗本・明知遠山氏の知行所
- 美濃国恵那郡－5,401石5斗6升9合

明知村　684石1斗1升2合、高波村　136石1斗0升0合006、峰山村　32石1斗5升9合、馬坂村　13石8斗6升、落倉村　24石3斗7升4合001、小杉村　51石6斗1升2合、馬木村　30石2斗4升、門野村　161石4斗7升9合996、杉平村　75石5斗9升9合998、野志村　214石6斗9升9合997、上手向村　708石4斗0升0合024、久保原村　540石7斗0升0合012、下手向村　383石6斗0升0合006、釜屋村　456石5斗7升0合007、原村　223石3斗0升0合003、田代村　97石4斗1升2合003、猿爪村　240石0斗1升4合008、吉良見村　161石2斗7升9合999、小泉村　101石1斗9升9合997、大船村　103石2斗2升3合999、上田村　56石7斗6升5合999、大栗村　50石5斗9升9合998、田良子村　157石0斗3升9合993、阿妻村　90石3斗4升9合998、颪村　2.1石、柏尾村　17石4斗0升6合、岩竹村　26石6斗1升2合、安主村　14石1斗6升8合、土助村　34石3斗2升7合999、才坂村　32石4斗7升2合、浅谷村　114石3斗2升0合000、須淵村　5石、一色村　20石、野原村(上切村・上中切村・中切村・下切村・下中切村)　339石7斗0升0合012
- 美濃国土岐郡－1,130石8斗4升4合004

小里村の内 71石5斗0升3合998、羽広村　55石3斗2升、山田村の内　103石1斗2升0合003、猿子村の内　49石8斗8升、戸狩村の内　486石1斗3升0合005、曾木村　364石8斗8升9合998

## 家紋
『寛政重修諸家譜』 第七百八十七巻によると、景行家は以下と記載されている。
- 主紋：丸に二引き
- 替紋：丸に六本格子　　補項として「『寛永系図』 丸に九字に作る」と記載有り。

## 関連神社
- 八王子神社 (恵那市)

## 関連寺院
- 龍護寺 (恵那市)
- 安住寺 (恵那市)
- 雲祥寺 (恵那市)
- 観音寺 (恵那市)
- 萬勝寺 (恵那市)
- 長楽寺 (恵那市)
- 南泉寺 (荒川区) - 旗本明知遠山氏の江戸における菩提寺
- 本妙寺 (豊島区) - 方景の孫の代に分家した、遠山金四郎家の菩提寺

## 重臣
- 家老 - 串原遠山氏（後に永田氏に改姓）
- 明知陣屋代官 - 村上氏・門田氏・工藤氏

## 江戸屋敷
- 下谷(東京都台東区)→小日向台(東京都文京区)[8]

## 明知騒動
江戸時代、明知遠山氏の領内において元禄12年（1699年）、宝暦13年（1763年）、文政2～4年（1819年～1821年）、慶応2年（1866年）の四度、百姓一揆が勃発した。

### 元禄明知騒動
旗本として五代目の遠山伊清の代の、元禄12年（1699年）に勃発した。
不作による減免・御救米交付嘆願事件と思われるが詳細は明らかではない。
猿爪村・猿子村・山田村・小里村・戸狩村・羽広村・下手向村・原村・吉良見村など明知遠山氏の知行所における一揆であった。
結果、遠山伊清は12月に政務過怠の理由で閉門となり、下谷屋敷を召し上げられて、小日向台屋敷に移され、元禄14年（1701年）に許されて、小普請に入っている。明知遠山氏は交代寄合から江戸定府の旗本に変わった。
事件は釜戸安藤氏の日記に、「七之丞様 御百姓衆 御知行中より 六・七十人 江戸へ午の暮に罷り下り、御訴訟相叶いて、七千石の内 米二千俵 御地頭七之丞様より下され候由、其の内半分程は 御訴訟の人数にては これ無きにつき 江戸へも参らず候　しかれども御訴訟に参り候者共の村なみにて、千俵は御訴訟に参り候村方へ下され、又千俵は御訴訟に参らず候村方へ下され、そのほか少しづつ加役御免の由」としている。
文中に「午」とあるが、これは元禄15年（1702年）に再訴したことになるが、おそらく元禄12年(1609年)訴訟時の「卯」の誤記ではないかと考えられる。

### 宝暦明知騒動
旗本として七代目の遠山景逵の代の、宝暦13年（1763年）11月に勃発した。
江戸屋敷の旗本と家中による頼母子講の加入要請事件であるが、詳細は明らかではない。
山田渡辺氏日記によると猿爪村の役人が活躍した事件らしく、「十一月七日 明知領 村々騒動寄合 猿爪村にこれあり、九日明知陣屋へ領分役人 二百八十余り寄合い、御家老 鈴木内蔵太様へ御願申上候は、 江戸役人 金子頼母子 御暇遣され候ように段々相願い、御聞き届けこれありて十一月十五日 内蔵太様 江戸へ御立、十二月二日 江戸より永田彦之丞様・成瀬利平殿 御両人 明知に御着きなされ候。御知行所百姓二千人余りも等しく寄合い 金子頼母子を申請けたき旨 御願申上げ候。殿様よりの御奉書御持参あり 町役人に御渡しなされ これにて鎮まり、春になり候て 又々 江戸より お使いあり、願の通り叶い候て 皆々安堵致し候」とある。
領内総役人・総百姓による陣屋役人との交渉もなされ、江戸注進もされていることから、前件同様かなり強硬な領民の騒擾事件とみられ、今後、史料発見を待つのみである。

### 文政明知騒動
旗本として十代目の遠山景珍の代の、文政2年（1819年）から文政4年（1821年）まで続いた。
この頃、明知遠山氏では御勝手方不如意となり、年貢や物成等の重税のみでは足りなくなって、連続して村々から調達金・人選調達金を徴収した。
この時の明知陣屋の代官は、村上氏と門田氏の両名であったが、新しく課税された薪物金百両をめぐって領民の不満が遂に爆発し、12月15日に領民たちが明知で決起し、願書を持って門田氏と交渉した。しかし交渉が不成立となったため領民たちは激怒し、明方にかけて門田氏の屋敷を攻撃し、さらに竹槍をかざして刃傷事件にまで発展した。
人望があった串原右仲と龍護寺の和尚の「門田氏失脚・江戸評定」の条件によって、その場は一応治まったものの、翌年から意に反して事件関係者は次々に調べられ、村役人の多くは江戸奉行所へ出頭を命じられして難渋した。
例えば7月にはね猿爪村百姓代の傳右衛門ら4人と御用達4人が召し出されているが、原因は御用達の扇動ではないかとみられて百日間手鎖の罰に処せられ、8月には戸狩村の百姓代の豊助ら8人が、同様に江戸へ召し出されている。
この年に猿爪村の仁六は他領へ欠落し、他の首謀者とみられる者は、村追放などにあい領民の不満は更に募った。
こうしたうちにも明知遠山氏ではさらに御用金を村々に割賦し、領民の推す串原右仲に替えて吉川十左衛門を重用したから、領民の不満は「百姓の申し分は何ひとつ聞き入れず、殿様の都合ばかりを申し付けられても一切応じられない」ということで再び爆発し、
文政4年（1821年）には、猿爪村の傳次郎・戸狩村の豊助らが明知遠山氏が知行する42ヶ村の惣代となって「串原右仲氏を再勤、吉川十左衛門ら4名を追放」を江戸屋敷に出訴し、世論と併せて漸く領民たちの申し分を通している。

### 慶応明知騒動
旗本として十一代目の遠山景高の代の、慶応2年（1866年）に勃発した年貢減免と金納を訴えた一揆で、遠山景高は、この騒動の最中に没した。
この年は大凶作であったから、9月に領内の惣代は、明知陣屋の村上氏と工藤氏の両代官へ減免を願出、ついで10月には「7割減免または金10両米10俵」の割合による金納を願い出た。
この頃、明知領では10ヶ年定免の期間中であったから、驚いた代官らによって明知から江戸へ急報されたが、なかなか裁断が下されず、遂に11月12日に原村の金毘羅社に40ケ村の領民千人が竹槍を持って決起し、明知陣屋へ乗り込もうと気勢を挙げた。
これと前後して惣代らは明知に集合している米商人70～80人に依頼して、明知御払米の安札入札の交渉に成功し、両面作戦を確立した上で猿爪村庄屋の曽根庄兵衛ら代表3人は代官の決断を迫っている。
ことの重大さに驚いた村上代官らによって一応「三割減免」の条件が代表3人に示された。
しかしながら金毘羅社に集まった百姓たちは納得しなかったが、米商人の「金10両に米4俵半入札」という約定成立の報が届き、猿爪村庄屋の曽根庄兵衛と村役人の永井九郎右衛門・与右衛門・弥左衛門らが小里村・戸狩村・羽広村・猿子村の村役人とともに必死に動いて一揆を鎮めた。
戸狩村の年貢を見ても、天明3年（1783年）から天保7年（1836年）まで、岩村藩と同様に年貢が59%と高率であったため、村民が抵抗したのであろう。
後事を一任された提唱者の曽根庄兵衛と村役人の永井九郎右衛門・与右衛門・弥左衛門ら猿爪村の村役人と小里村・戸狩村・羽広村・猿子村ほかの代表20数名の、その後の必死な交渉によって、この減免運動は概ね目的を達成したものの、これらの多くは首謀者・扇動者・不取締として吟味を受けて入牢し、猿爪村では永井九郎右衛門が村追放に処せられている。

## 旗本・遠山金四郎家
遠山方景の孫の代に分家した旗本。
(3)景好 － (4)景晋（永井氏から養子） － (5)景善（景好の子） － (6)景元（景晋の子） － (7)景纂 － (8)景彰 － (9)景之
遠山景好は、子宝に恵まれなかったために、天明6年（1786年）に永井氏より景晋を養子に迎え、榊原忠寛の娘と婚姻させた。その結果、景元（遠山の金さん）が生まれたが、その時点で、明知遠山氏の血筋ではなくなった。
しかし後に景好に実子（景善）が生まれたために、景晋は景善を養子に迎えることになった。そのため、景元は家督を相続できるか否か不安定な立場となり、それが放蕩の原因となったのではないかという説がある。
その後、景善は実子（景寿）を、旗本の堀田彦三郎家に養子に出して、義弟の景元を遠山金四郎家の後継に据えることで決着したが、以後の遠山金四郎家は、明知遠山氏の血筋ではなくなった。

### 旗本・遠山金四郎家の知行所
- 上総国夷隅郡岩熊村の内 300石
- 下総国豊田郡今泉村の内 217石6斗5升7合196・樋橋村の内　53石2斗5升9合399・中居指村の内　2石4斗1升9合

## 分家
- 松山遠山氏（遠山三郎左衛門家） - 伊予松山藩の次席家老

旗本明知遠山氏2代　遠山方景の孫遠山景澄（九左衛門）が、伊予松山藩藩主の松平隠岐守に仕えた 。
遠山景運－景朝－景標－景軌－景庸－景平－景誠－景暁－景寛－景房－景忠－盛之介
愛媛県松山市興居島御手洗の遠山神社は、松山藩次席家老の遠山佐衛門尉を神と祀っている。
旗本明知遠山氏6代の遠山伊昵は、伊予松山藩松平定直の重臣の遠山景貴の子を養子として迎えている。
この系統は遠山九字直違の家紋を使用している。
なおアール・エフ・ラジオ日本の会長の遠山景久の家の家紋も遠山九字直違である。
- 武蔵遠山氏 ： 遠山直景（明知遠山氏10代の遠山景保の子で、遠山景成の弟）を祖とする武蔵国に在住した遠山氏。遠山直景が北条早雲に仕え武蔵へ移ったことに始まる。後北条氏の重臣であった遠山景久は江戸城主となり祥雲寺を建てた。
- 相模遠山氏 ： 武蔵遠山氏の分家。相模国足柄上郡川西村新庄城の城主の遠山康光（遠山直景の子で、遠山綱景の弟）の系統。
- 信州遠山氏（江儀遠山氏）： 信濃国伊那郡南部の遠山郷の和田城を本拠地とした一族。美濃遠山氏と同祖とみられる。「伊那旧事記」は明知遠山氏の分家としている。